# Maximum Rock and Roll
Pour le fanzine punk, voir Maximumrocknroll.
Albums de NOFX
Ribbed
(1991) White Trash, Two Heebs and a Bean
(1992)
Maximum Rocknroll est une compilation du groupe NOFX sortie d'abord en 1989 en cassette (sous le titre de E Is for Everything) puis en 1992 en LP et en CD par Mystic Records sans l'autorisation préalable des membres du groupe. Les morceaux sont issus de la session d'enregistrement de leur premier EP éponyme, enregistré en 1985 au Mystic Studios de Hollywood.

## Pistes
1. Live Your Life – 2:21
2. My Friends – 2:17
3. Six Pack Girls – 0:35
4. Bang Gang – 1:31
5. Hit It Hold It Back – 1:53
6. Hold It Back – 1:15
7. ID – 2:00
8. Cops and Donuts – 2:08
9. Iron Man – 4:44
10. Shitting Bricks – 1:55
11. Mom's Rules – 1:15
12. On My Mind – 1:34
13. White Bread – 1:48
14. Lager in the Dark – 0:35
15. Too Mixed Up – 2:26
16. Drain Bramaged – 0:41
17. Bob Turkee – 2:09
18. No Problems – 1:12
19. Memories – 0:55
20. Beast Within – 0:56
21. Instramental – 2:36
22. Ant Attack – 0:46

## Crédits
- Fat Mike : basse, chant
- Eric Melvin : guitare, chant
- Scott Sellers : batterie
- Erik Sadin : batterie (non crédité)
- Tim Yohannan : pochette, interview[1]